# Kongmin
Kongmin (ur. 1330, zm. 1374) – 31. władca (wang) koreańskiego państwa Koryŏ, panujący w latach 1351–1374. Miał też mongolskie imię – Bajan-Temur (伯顔帖木兒).

## Życiorys
Wychowywał się w państwie Yuan, ożenił się z mongolską księżniczką Noguk, i po powrocie do kraju objął tron.
Korzystając z kryzysu w państwie Yuan, zaczął antymongolskie jak i wewnętrzne reformy. Domagał się pełnej niezależności Korei. Poprawił status chłopów. Prowadził politykę ekspansji na północ, aby przywrócić Korei tereny mandżurskie, w czym pomagał mu generał Ri Sŏng Gye . Odpierał też łupieżcze ataki Wakō.
Polityka reform Kongmina spotkała się z opozycją bogatych klanów z frakcji pro-mongolskiej. W roku 1365 królowa Noguk, która zawsze wspierała monarchę we wszystkich jego decyzjach, zmarła podczas porodu. Zrozpaczony król utracił dawne zainteresowanie sprawami kraju, co pogłębiło niechęć arystokracji. Po upadku panowania mongolskiego w Chinach (1368), Kongmin uznał Hongwu za jedynego władcę Chin.
W 1374 król Kongmin zginął w zamachu przez własnych strażników. Pomimo tego, tron objął jego 11-letni syn, U (kor. 우).